# Vîhopni, Kameanka-Buzka
Vîhopni (în ucraineană Вихопні) este un sat în comuna Jovtanți din raionul Kameanka-Buzka, regiunea Liov, Ucraina.

## Demografie
Componența lingvistică a localității Vîhopni
     Ucraineană (100%)
Conform recensământului din 2001, toată populația localității Vîhopni era vorbitoare de ucraineană (100%).